# 黄山角蟾
黄山角蟾（学名：Boulenophrys huangshanensis）是无尾目角蟾科布角蟾属下的一个种。分布于中国安徽黄山、江西婺源。模式标本产地为安徽黄山。其种加词“huangshanensis”意为“安徽黄山的”。
2023年，中国研究人员将本种认定为淡肩角蟾（Boulenophrys boettgeri）的同物异名。

## 保护
本种于2023年被收录入《有重要生态、科学、社会价值的陆生野生动物名录》。